# Seznam valižanskih slikarjev
Seznam valižanskih slikarjev.

## A
- Josie d'Arby

## C
- Brenda Chamberlain (umetnik)

## G
- Peter Greenaway
- David Griffiths (slikar)

## J
- Alfred Janes
- Augustus John
- Gwen John
- David Jones (pesnik)

## R
- Ceri Richards

## V
- Andrew Vicari

## W
- Kyffin Williams
- Richard Wilson (slikar)

## Z
- Ernest Zobole